# Campionati del mondo di atletica leggera 2009 - Salto in alto maschile
La competizione si è svolta su due giorni: qualificazioni la mattina del 19 agosto e finale la sera del 21 agosto 2009.

## Situazione pre-gara

### Record
Prima di questa competizione, il record del mondo (RM) e il record dei campionati (RC) erano i seguenti.
| Record                | Prestazione | Atleta                | Data                               | Competizione              |
| --------------------- | ----------- | --------------------- | ---------------------------------- | ------------------------- |
| Record mondiale       | 2,45 m      | Javier Sotomayor Cuba | 27 luglio 1993 Salamanca, Spagna   |                           |
| Record dei campionati | 2,40 m      | Javier Sotomayor Cuba | 22 agosto 1993 Stoccarda, Germania | Campionati del mondo 1993 |

### Campioni in carica
I campioni in carica, a livello mondiale e continentale, erano:
| Campionessa | Atleta                | Prestazione | Data                           | Competizione                |
| ----------- | --------------------- | ----------- | ------------------------------ | --------------------------- |
| Olimpico    | Andrej Sil'nov Russia | 2,36 m      | 19 agosto 2008 Pechino, Cina   | Giochi della XXIX Olimpiade |
| Mondiale    | Donald Thomas Bahamas | 2,35 m      | 29 agosto 2007 Osaka, Giappone | Campionati del mondo 2007   |
| Europeo     | Andrej Sil'nov Russia | 2,36 m      | 9 agosto 2006 Göteborg, Svezia | Campionati europei 2006     |

### La stagione
Prima di questa gara, gli atleti con le migliori tre prestazioni dell'anno erano:
| # | Atleta                   | Prestazione | Data                                        |
| - | ------------------------ | ----------- | ------------------------------------------- |
| 1 | Andra Manson Stati Uniti | 2,35 m      | 4 aprile 2009 Austin, Stati Uniti d'America |
| 2 | Ivan Uchov Russia        | 2,35 m      | 25 luglio 2009 Čeboksary, Russia            |
| 3 | Jaroslav Rybakov Russia  | 2,35 m      | 25 luglio 2009 Čeboksary, Russia            |

Molti altri atleti avevano valicato misure superiori ai 2,30 m.

## Qualificazione
La qualificazione si è svolta, con gli atleti divisi in due gruppi (A e B), a partire dalle ore 11:10 UTC+2 del 19 agosto 2009, per terminare due ore dopo.

L'accesso alla finale era riservato ai concorrenti con una misura di almeno 2,30 m (Q) o, in mancanza di dodici di questi, ai primi dodici della qualificazione (q).
| #  | Gruppo | Atleta               | Nazionalità | 2,10 | 2,15 | 2,20 | 2,24 | 2,27 | 2,30 | Misura (m) | Esito | Note                                     |
| -- | ------ | -------------------- | ----------- | ---- | ---- | ---- | ---- | ---- | ---- | ---------- | ----- | ---------------------------------------- |
| 1  | A      | Kyriakos Iōannou     | Cipro       | -    | o    | o    | xxo  | o    | o    | 2,30       | Q     | Miglior prestazione personale stagionale |
| 2  | B      | Linus Thörnblad      | Svezia      | -    | o    | o    | o    | o    | xo   | 2,30       | Q     |                                          |
| 3  | A      | Kabelo Kgosiemang    | Botswana    | -    | o    | o    | o    | xo   | xo   | 2,30       | Q     | Miglior prestazione personale stagionale |
| 4  | B      | Raúl Spank           | Germania    | -    | -    | o    | xo   | xxo  | xo   | 2,30       | Q     |                                          |
| 5  | B      | Andra Manson         | Stati Uniti | -    | o    | o    | xxo  | xxo  | xo   | 2,30       | Q     |                                          |
| 6  | A      | Jaroslav Rybakov     | Russia      | -    | -    | o    | o    | o    | xxo  | 2,30       | Q     |                                          |
| 6  | B      | Ivan Ukhov           | Russia      | -    | o    | o    | o    | o    | xxo  | 2,30       | Q     |                                          |
| 8  | B      | Mickaël Hanany       | Francia     | -    | o    | o    | xxo  | o    | xxo  | 2,30       | Q     | Miglior prestazione personale stagionale |
| 9  | A      | Giulio Ciotti        | Italia      | -    | o    | o    | o    | o    | xxx  | 2,27       | q     |                                          |
| 9  | A      | Keith Moffatt        | Stati Uniti | -    | o    | o    | o    | o    | xxx  | 2,27       | q     |                                          |
| 9  | A      | Martijn Nuyens       | Paesi Bassi | o    | o    | o    | o    | o    | xxx  | 2,27       | q     |                                          |
| 12 | B      | Sylwester Bednarek   | Polonia     | o    | xo   | o    | o    | o    | xxx  | 2,27       | q     |                                          |
| 12 | A      | Jaroslav Bába        | Rep. Ceca   | -    | -    | o    | xo   | o    | xxx  | 2,27       | q     |                                          |
| 14 | B      | Jessé de Lima        | Brasile     | -    | o    | o    | xxo  | o    | xxx  | 2,27       |       |                                          |
| 15 | B      | Donald Thomas        | Bahamas     | o    | o    | o    | o    | xo   | xxx  | 2,27       |       |                                          |
| 16 | A      | Konstadínos Baniótis | Grecia      | -    | o    | o    | o    | xxx  |      | 2,24       |       |                                          |
| 17 | A      | Trevor Barry         | Bahamas     | -    | xo   | o    | o    | xxx  |      | 2,24       |       |                                          |
| 18 | B      | Jurij Krymarenko     | Ucraina     | o    | o    | o    | xo   | xxx  |      | 2,24       |       |                                          |
| 18 | A      | Andrey Tereshin      | Russia      | -    | o    | o    | xo   | xxx  |      | 2,24       |       |                                          |
| 20 | B      | Oskari Frösén        | Finlandia   | -    | o    | -    | xxo  | xx-  | x    | 2,24       |       |                                          |
| 21 | A      | Tora Harris          | Stati Uniti | -    | o    | xxo  | xxo  | x-   | xx   | 2,24       |       |                                          |
| 22 | B      | Javier Bermejo       | Spagna      | o    | o    | o    | x-   | xx   |      | 2,20       |       |                                          |
| 22 | B      | Naoyuki Daigo        | Giappone    | -    | o    | o    | xxx  |      |      | 2,20       |       |                                          |
| 22 | B      | Viktor Shapoval      | Ucraina     | o    | o    | o    | xxx  |      |      | 2,20       |       |                                          |
| 25 | A      | Andriy Protsenko     | Ucraina     | o    | xo   | o    | xxx  |      |      | 2,20       |       |                                          |
| 26 | A      | Grzegorz Sposób      | Polonia     | o    | o    | xo   | xxx  |      |      | 2,20       |       |                                          |
| 27 | B      | Peter Horák          | Slovacchia  | o    | o    | xxo  | xxx  |      |      | 2,20       |       |                                          |
| 28 | B      | Artsiom Zaitsau      | Bielorussia | -    | o    | xx   |      |      |      | 2,15       |       |                                          |
| 28 | B      | Majd Eddin Ghazal    | Siria       | o    | o    | xxx  |      |      |      | 2,15       |       | Miglior prestazione personale stagionale |
| 30 | A      | Dragutin Topić       | Serbia      | -    | xxo  | xxx  |      |      |      | 2,15       |       |                                          |
|    | A      | Sergey Zassimovich   | Kazakistan  |      |      |      |      |      |      | NP         |       |                                          |

## Finale
| Risultato | Atleta             | Nazionalità | 2.18 | 2.23 | 2.28 | 2.32 | 2.35 | Misura | Note                                     |
| --------- | ------------------ | ----------- | ---- | ---- | ---- | ---- | ---- | ------ | ---------------------------------------- |
| 1         | Yaroslav Rybakov   | Russia      | o    | o    | xo   | o    | xxx  | 2.32   |                                          |
| 2         | Kyriakos Iōannou   | Cipro       | o    | o    | xxo  | o    | xxx  | 2.32   |                                          |
| 3         | Sylwester Bednarek | Polonia     | xo   | o    | xo   | xo   | xxx  | 2.32   | Miglior prestazione personale stagionale |
| 3         | Raúl Spank         | Germania    | o    | o    | xxo  | xo   | xxx  | 2.32   | Miglior prestazione personale stagionale |
| 5         | Jaroslav Bába      | Rep. Ceca   | o    | o    | xxx  |      |      | 2.23   |                                          |
| 5         | Mickaël Hanany     | Francia     | o    | o    | xxx  |      |      | 2.23   |                                          |
| 5         | Martijn Nuyens     | Paesi Bassi | o    | o    | xxx  |      |      | 2.23   |                                          |
| 5         | Linus Thörnblad    | Svezia      | o    | o    | xxx  |      |      | 2.23   |                                          |
| 9         | Andra Manson       | Stati Uniti | xo   | o    | xxx  |      |      | 2.23   |                                          |
| 10        | Ivan Ukhov         | Russia      | o    | xo   | xxx  |      |      | 2.23   |                                          |
| 11        | Giulio Ciotti      | Italia      | xo   | xxo  | xxx  |      |      | 2.23   |                                          |
| 11        | Keith Moffatt      | Stati Uniti | xo   | xxo  | xxx  |      |      | 2.23   |                                          |
| 13        | Kabelo Kgosiemang  | Botswana    | xxo  | xxx  |      |      |      | 2.18   |                                          |